# Nyanställningskontraktet
Nyanställningskontraktet (franska Contrat nouvelle embauche, förkortas CNE) är ett franskt anställningskontrakt som innebär att företag med färre än 20 anställda under två år kan avskeda nyanställda utan motivering eller kompensation. Därefter övergår anställningen till tillsvidareanställningskontraktet. Nyanställningskontraktet infördes i augusti 2006.
Det franska parlamentet hade tidigare, under februari 2006 infört förstaanställningskontraktet som innebar att samma regler som i nyanställningskontraktet skulle tillämpas även i större företag, fast bara för ungdomar under 26 år. Det avskaffades dock efter parlamentsvalet i april 2006.